# Lista de pinturas de Joaquim Manuel da Rocha
Esta é uma lista de pinturas de Joaquim Manuel da Rocha, lista não exaustiva das pinturas deste pintor, mas tão só das que como tal se encontram registadas na Wikidata.
A lista está ordenada pela data da publicação de cada pintura. Como nas outras listas geradas a partir da Wikidata, os dados cuja designação se encontra em itálico apenas têm ficha na Wikidata, não tendo ainda artigo próprio criado na Wikipédia.
Joaquim Manuel da Rocha (1727-1786) faz parte dos pintores portugueses do século XVIII mais referidos ainda que a sua obra se mantenha em grande medida por descobrir e inventariar, obra que se caracteriza por uma grande diversidade temática, desde grandes retábulos de altar e cenários de teatro a pequenas naturezas-mortas, incluindo retratos, cenas de incêndio e pinturas de género.
| Imagem | Título                                                       | Data         | Retrata                                      | Coleção                                 | Descrito em |
| ------ | ------------------------------------------------------------ | ------------ | -------------------------------------------- | --------------------------------------- | ----------- |
|        | Última Ceia                                                  | 1671         | Última Ceia                                  | Igreja Paroquial de Salvaterra de Magos |             |
|        | Jesus em casa do Fariseu                                     | 1761         |                                              | Igreja Paroquial de Salvaterra de Magos |             |
|        | Incêndio da Fragata Graça Divina e S. João Baptista          | 1771         |                                              | No/unknown value                        |             |
|        | Retrato de Vieira Lusitano                                   | 1774         | Vieira Lusitano                              | No/unknown value                        |             |
|        | Doação da Basílica da Estrela a Nossa Senhora por D. Maria I | 1778         | Maria I de Portugal Virgem Maria Jesus       | Basílica da Estrela                     |             |
|        | Retrato do Padre Joseph Mayne                                | 1780         | José de Jesus Maria Mayne                    | Academia das Ciências de Lisboa         |             |
|        | Última Ceia                                                  | 1782         | Última Ceia                                  | Igreja de Nossa Senhora do Loreto       |             |
|        | Retrato de D. Frei Alexandre Gouveia                         | 1782         | Alexandre de Gouveia                         | Museu Nacional Frei Manuel do Cenáculo  |             |
|        | Imaculada Conceição                                          | século XVIII |                                              | Igreja de Santa Catarina (Lisboa)       |             |
|        | Nossa Senhora da Conceição                                   | século XVIII | Imaculada Conceição pessoa veleiro           | Igreja de Santa Isabel                  |             |
|        | Retrato de Rapariga                                          | século XVIII |                                              | Museu Nacional Frei Manuel do Cenáculo  |             |
|        | Despedida de São Pedro e São Paulo conduzidos ao martírio    | século XVIII | São Pedro Paulo de Tarso                     | Igreja das Chagas de Cristo             |             |
|        | Incêndio de moinho com figuras                               | século XVIII |                                              | No/unknown value                        |             |
|        | Incêndio em palhota junto ao mar                             | século XVIII |                                              | No/unknown value                        |             |
|        | Caramujos e Conchas                                          | século XVIII |                                              | Museu Nacional de Belas Artes           |             |
|        | Marinha com pescadores e barco                               | século XVIII |                                              | No/unknown value                        |             |
|        | Natureza morta; peixes, crustáceos e objectos 1              | século XVIII |                                              | No/unknown value                        |             |
|        | Natureza-morta; peixes, crustáceos e objectos 2              | século XVIII |                                              | No/unknown value                        |             |
|        | Natureza morta; perdiz, pato bravo e outras aves             | século XVIII |                                              | No/unknown value                        |             |
|        | Natureza-morta (hortaliça)                                   | século XVIII |                                              | No/unknown value                        |             |
|        | Natureza-morta (marmelos, pêra e melões)                     | século XVIII |                                              | No/unknown value                        |             |
|        | Pescadores na margem junto a convento                        | século XVIII |                                              | No/unknown value                        |             |
|        | Sagrada Família                                              | século XVIII | Sagrada Família João Batista Isabel Zacarias | No/unknown value                        |             |
|        | Santo António e o Menino Jesus                               | século XVIII | Santo António de Lisboa Menino Jesus         | Museu de Lisboa                         |             |
|        | Última Ceia                                                  | século XVIII | Última Ceia                                  | Igreja da Conceição Velha               |             |

∑ 25 items.